# Bencao jiyao

La pharmacopée chinoise Bencao jiyao 本草集要 « Collection de matières médicales essentielles », a été compilée par 王纶 Wang Lun et terminée en 1496 (sous la dynastie Ming). L’auteur a rassemblé l’essentiel de la Zheng lei bencao 证类本草 dans sa compilation en 3 parties et 8 volumes. Le volume 1 décrit les propriétés des drogues et les méthodes de préparation, les volumes 2 à 6 comportent 545 notices de substances pharmaceutiques et les volumes 7 et 8 sont divisées en 12 chapitres sur différentes classes d’affections : froid, chaleur, vent, phlegme et blessures.
Ce travail se place dans la suite de la tradition pharmaceutique Jin-Yuan, il laisse apparaitre une nouvelle tendance qui donne autant d’importance à l’approche pragmatique qu’à l’approche théorique.

## Texte
Wang Lun a repris la synthèse des principales pharmacopées de d’époque Song effectuée par Tang Shenwei, sous le titre de Zheng lei bencao 证类本草 / (tradi.) 證類本草 « Matière médicale vérifiée et catégorisée », en gardant les innovations du savant polymathe Su Song qui associait des descriptions naturalistes aux substances médicinales. Il a aussi pris en compte deux figures majeures parmi les « Quatre grands maîtres des dynasties Jin-Yuan » : Li Gao (1180-1251) et Zhu Zhenheng (1156-1228).
Dans la préface, Wang Lun donne les motivations qui l’ont guidé dans son travail
« Durant mon temps libre, j’ai entrepris une étude comparative de la [Zheng lei] Bencao et des travaux de Dongyuan [Li Gao] et Danxi. J’ai éliminé les matériaux superflus et retenu ceux qui sont importants. J’ai rassemblé ces matériaux dans cinq chapitres qui constituent la section du milieu [de mon propre travail]. De plus, j'ai tiré des informations générales du premier chapitre de la [Zheng lei] Bencao ainsi que les assertions du [Huangdi] Neijing et de Dong Yuan [Li Gao], dans la mesure où elles étaient reliées à la Bencao. Le résultat a été un chapitre que j’ai placé en tête. Il présente les sources de la pharmaceutique et constitue la première section. 
J’ai ensuite classé en 12 groupes, les propriétés thérapeutiques des drogues en fonction de leurs caractéristiques naturelles, ce qui a formé deux chapitres. Ce [classement] constitue la troisième section, que je considère comme une simplification du classement des prescriptions, si quelqu’un face à la maladie est confronté à la nécessité d’utiliser des médicaments. 
 J’ai changé le manuscrit trois fois, après quatre hivers et étés, l’ouvrage était terminé. Il contient au total 8 chapitres. Le titre s’intitule Bencao jiyao 本草集要 « Collection de matières médicales essentielles », simplement parce que j’ai sélectionné ce qui était la plus important, afin de faciliter le travail de débutants et de confucéens qui, comme moi-même, doivent poursuivre cet art comme une activité secondaire. Les spécialistes d’une grande intelligence devront bien sûr consulter les ouvrages complets. Ils ne peuvent pas négliger tant de matière et se contenter d'une telle simplification » (D'après la traduction anglaise de Paul Unschuld).
Quoique le travail de Wang Lun se place dans la suite de la tradition Jin-Yuan, il laisse apparaitre une nouvelle tendance qui donne autant d’importance à l’approche pragmatique qu’à l’approche théorique. Le pur système théorique Jin-Yuan se révélait inapplicable dans la pratique.  
Apparemment, Wang Lun n’était pas un médecin professionnel mais quelqu’un qui s’était intéressé aux questions médicales en raison de ses obligations éthiques en tant que confucéen. Il réussit l’examen impérial final jinshi 進士, et gravit les échelons de l’administration gouvernementale. Il tenait en grande estime le travail théorique de Li Gao et la doctrine philosophico-médicale du  Suwen inspirée des taoïstes.
Le texte de la Bencao jiyao est disponible sur le Chinese Text Project, créé automatiquement par OCR (optical character recognition) qui produit nombres d’erreurs de transcriptions et en version manuscrite.
Le premier chapitre commence avec les dix sections générales du Benjing [Shennong bencao jing 神农本草经], suivies de nombreuses citations du Suwen 素问, auxquelles l’auteur ajoute ses propres remarques.
Les chapitres 2 à 6 donnent les notices sur les 545 substances pharmaceutiques. Le classement est semblable à celui donné par la Tang ye bencao 汤液本草 « Matière médicale en décoction » de Wang Haogu : herbes, arbres, légumes, fruits, graines, minéraux, quadrupèdes, vers/poissons, et homme.
Chaque drogue est caractérisée par sa saveur, sa thermo-influence, son efficacité thérapeutique, et ses méridiens en affinités. Suivent les effets principaux et des informations sur la forme souhaitable de la matière médicale, les dosages et les moments d’administration de la drogue.
Dans les chapitres 7 et 8, les deux derniers chapitres, qui constituent la section 3 de son ouvrage, Wang Lun classe toutes les drogues en 12 groupes selon leurs propriétés. Il reprend ainsi en partie la tradition de Tao Hongjing qui avait classé les drogues en fonction des maladies et symptômes qu’elles étaient capables de traiter.
Li Shizhen dans la Bencao gangmu, considère que cette œuvre est plutôt conservatrice avec trop de répétitions d’ancien matériel. Il cite cependant Wang Lun 27 fois.

## Exemple de notice:Tianmendong天门冬
Voyons le chapitre (juan) 2, première section de la Bencao jiyao 本草集要, tiré de Chinese Text Project, obtenu par OCR (Optical Character Recognition), produisant de nombreux caractères fautifs et sans aucune ponctuation, rendant le text difficile à analyser. Avec l'aide de ChatGPT4, nous donnons une traduction forcément assez approximative. 
 
Le Tianmendong zh:天门冬 (en:Asparagus cochinchinensis) est
- Tianmen dong (en:Asparagus cochinchinensis) a une saveur amère et une nature équilibrée, très froide. Sa saveur est durable, et il est de nature yin. Non toxique, il pénètre les méridiens Taiyin de la main (shou taiyin jing 手太阴经) et Shaoyin du pied (zu shaoyin jing 足少阴经).
- Il est utilisé pour renforcer le qi et éliminer la chaleur du cœur. Il est souvent combiné avec des herbes telles que Huangqi (Astragalus) et Gancao (Réglisse).
- Il traite les troubles causés par le vent et l'humidité, renforce les tendons et les os, élimine les parasites intestinaux, et améliore la vision. Il prolonge la vie, protège les poumons, et renforce le qi.
- Il améliore le teint et la texture de la peau, renforce l'énergie vitale, aide à la miction, et traite les troubles du Qi des poumons tels que la toux et l'essoufflement. Il soulage la soif causée par le diabète, traite les abcès pulmonaires, et arrête les saignements pulmonaires. Il apaise l'inflammation pulmonaire et traite les diverses blessures internes.

Notes explicatives: 
- Tiānmén Dōng 天门冬 : Asparagus cochinchinensis, utilisé pour traiter divers troubles pulmonaires et renforcer le Yin.
- Huáng 黄 : Peut se référer à Huangqi 黄芪 (Astragalus), une herbe utilisée pour renforcer le Qi.
- Gù 固 : Peut se référer à des herbes qui stabilisent et renforcent.
- Gé 葛 : Pueraria lobata (Kudzu), utilisé pour traiter les raideurs et les tensions musculaires.